# Антитела (группа)
«Антитела» (укр. Антитіла) — украинская поп-рок-группа из Киева, возникшая в 2007 году. Фронтменом музыкального коллектива является Тарас Тополя. В репертуаре группы есть песни на украинском, а также английском и русском языках.

## История

### Участие в телевизионных конкурсах
Весной 2007 группа с песней «Я не забуду первую ночь» принимают участие в телепрограмме «Караоке на майдане» и «Шанс». Коллектив был единственным из участников проекта, которые выступали без записанного сопровождения и выполняли свою собственную песню, а не перепев хит. Группа не стала победителем шоу, но через неделю после выхода программы в эфире, песня «Я не забуду первую ночь» была загружена более 30 тыс. раз с официального сайта группы. Песня транслировалась несколькими радиостанциями.
Датой создания группы можно считать 21 июня 2004 года (первое выступление вокалиста группы Тараса Тополи с песней «Антитела» в одном из клубов Киева). Но в обычном составе — январь 2008 года. После телепроекта Шанс произошли изменения в составе команды, началась активная работа над новым звучанием и свежим материалом. В декабре 2008 года выходит первый полноценный альбом — «Будувуду» (16 песен). Вместе с альбомом группа выпускает дебютное видео «Будувуду», которое стремительно транслировалось в теле-эфире украинских музыкальных каналов, и за две недели ротации возглавило хит-парад канала М1.

### Признание
2008 года группа получила гран-при музыкального фестиваля «Жемчужины сезона», его признали «Лучшим дебютом года» по результатам опроса радиостанции «Джем-Фм», наградили премией «Непопса», «Антител» внесли в презентационный сборник «Художественный Олимп Украины 2008—2009» за сохранение украинского мелоса в современном молодёжном эстрадном искусстве. Канал MTV предложил группе отправиться во всеукраинский тур.
2008-2010 «Антитела» сотрудничали с продюсерским центром «Catapult Music». Принимали участие в фестивалях, теле- и радио программах, музыкальных проектах.
2009 года группа становится одной из пяти номинантов от Украины на MTV EMA-2009 (Europe Music Awards). Выходят новые клипы — «Бери своє», «Рожеві діви», «Вибирай».
Летом 2010 года «Антитела» прекратили сотрудничество с «Catapult Music»: весь менеджмент и концертную деятельность взял на себя клавишник и аранжировщик группы Сергей Вусык. Коллектив получил право представлять Украину на европейском фестивале Сигет в Будапеште. «Антитела» стали хедлайнерами сцены «MTV Headbangers». В конце 2010 года группа отправилась в первый самостоятельный клубный тур по городам Украины.

### Сотрудничество с киноиндустрией
Песня «А я открывал тебя» в 2010 году стала саундтреком к короткометражному фильму «Собачий вальс» с Адой Роговцевой в главной роли. Фильм входит в киноальманах «Влюбленные в Киев». На основании этой киноленты появляется видеоклип.
В 2011 году несколько песен появились в российском фильме «Прятки», а сами музыканты приняли участие в фильме, снимаясь в роли самих себя. Летом этого же года группа записала официальный гимн украинского этапа гонки «Формулы-1» на воде. Так появилась песня «F1H2O», а позже и видеоклип.

### Выбирай
Осенью 2011 года группа закончила работу над вторым альбомом «Выбирай». Его презентация состоялась в Киеве, а затем группа отправилась в промо-тур по Украине. На диске «Выбирай» 11 песен и 3 бонуса, среди которых русскоязычная композиция «Смотри в меня», которая в 2012 году попала в российский рок-хит-парад «Чартова дюжина 13» радиостанции «Наше радио» и три месяца подряд держалась на его вершине. Концепция альбома включает в себя ярко выраженное социальное направление текстов и более тяжёлое звучание команды. В песнях, кроме любовной лирики, группа затрагивает острые общественно-социальные темы.
Критики говорили, что впервые за долгое время молодая украинская группа, дебютируя, сразу покорила российского слушателя. Группа сняла видеоклип на песню «Смотри в меня», режиссёром которого стал культовый украинский создатель Виктор Придувалов.
Летом 2012 года в свет вышел клип «І всю ніч», а песня стала главным летним хитом на Украине. За ним последовала «Невидимка». Песней привлекали внимание к проблеме абортов.
Почти всю осень 2012 года группа провела во всеукраинском Open air туре, проехав с концертами по всем крупным городами страны. На некоторых выступлениях группы присутствовали до 20 тыс. зрителей.
В ноябре «Антитела» усиленно работали над совместной песней «Полинезийская зима» с рок-группой «Табула Раса». Съёмки видеоклипа на российско-украинский зимний хит проходили на главной футбольной арене Украины — НСК «Олимпийский».
Не прерывая творческий и концертный процесс Сергей Вусык, директор, клавишник и аранжировщик группы, стал автором саундтрека к общему украино-нигерийскому фильму «Легкая, как перышко». Премьера фильма состоялась летом на Каннском фестивале.
В конце 2012 — начале 2013 года группа была отмечена в 5 номинациях премии «Чартова дюжина» от московской станции «Наше радио» за творческие достижения в области рок-н-ролла. Также группа дала свой первый концерт в России, в московском клубе «16 тонн». В феврале 2013 года группа представила новый клип на русскоязычную песню «Тебя моя невеста».
Февраль 2013 — группа отправляется в концертный тур по Украине под названием «Мова». Гастроли начались в зале «Химера», в центре Львова. Специально для тура была написана песня «Їдем Їдем», видео на которую было представлено 18 мая во время финального концерта в Киеве.
15 мая 2013, проходит Национальная Музыкальная Церемония «Украинская песня года», в номинации «Будущее украинской песни», группа получает музыкальную награду «Хитовая группа 2012 года».«Антитела» собрали наибольшее количество голосов от телезрителей за песню «Невидимка». Клип на эту песню также получил премию «Лучший клип 2012 года» в рок-номинации по версии музыкального интернет-портала «Navsi100».

### Над полюсами
2013 — группа представляет клип «Как ангелы», и третий альбом «Над полюсами».
2014 — «Антитела» отправляются в одноимённый международный тур в поддержку нового альбома, и параллельно занимаются волонтерской деятельностью, помогая воинам АТО. В том же году группу покидает Виктор Раевский, а место нового бас-гитариста занимает Никита Астраханцев.
В январе 2015 выходит клип на песню «Всегда моя», посвящённый Украине и её защитникам.

### Все красиво
23 мая 2015 группа выпускает четвёртый альбом «Все красиво».
Сентябрь 2015 - режиссёр Кадим Тарасов создаёт для «Антител» необычный видеоклип на песню «Мені тебе мало». Сергей Вусык исполняет в нём главную роль.
Музыканты продолжают осуществлять волонтерскую деятельность. Под влиянием этих событий Тарас Тополя пишет песню «У книжках». Будущий хит становится одним из драматических треков группы. В ноябре 2015 года выходит клип на эту песню.
Январь 2016. За несколько дней до годовщины трагедии, забравшей жизнь у Андрея Кузьменко, лидера группы «Скрябин», «Антитела» презентуют клип на перепев песни «Люди, як кораблі». Тарас Тополя уже исполнял эту песню вместе с музыкантами группы «Скрябин» во время концертов памяти Кузьмы в Киеве и Львове.
Конце 2015 года «Антитела» готовят новую концертную программу для всеукраинского тура «Все красиво» в поддержку альбома. Тур стартовал 13 февраля 2016 года во Львове, и был завершён 1 апреля в Николаеве. Группа дала 20 концертов, собрав 20 полных залов, из которых 6 - Sold Out. В перерывах между гастролями выходит клип «Молоком». После украинской части тура из группы уходит гитарист Никита Чухриенко, на его место приходит Дмитрий Жолудь. В обновлённом составе музыканты начинают фестивальный сезон, а в июле отправляются в Нью-Йорк с большим концертом в рамках фестиваля «Nadiya Ye».
В августе 2016 стартуют съёмки нового видео на песню «Танцюй», режиссёром которого выступает Дмитрий Манифест. Клип снимают на 29 столичных локациях в течение двух недель. Презентация видео работы состоялась на телеканале «М1» 10 сентября.
В конце сентября 2016 года «Антитела» - хедлайнеры фестиваля «Bloor West Village» в Торонто.

### Солнце
По возвращении в Киев, группа активно работает над созданием нового альбома «Солнце», параллельно готовясь к съёмкам клипа на песню «Одинак». Сюжет держится в тайне до момента его онлайн-презентации 22 ноября. Главную роль в этой работе сыграл известный актёр Алексей Горбунов, а режиссёром является Виктор Придувалов. Песня «Одинак» становится одной из ведущих в будущей пластинке, и также саундтреком к одноимённому сериалу, музыку к которому написал клавишник группы Сергей Вусык.
9 декабря «Антитела» презентуют новый макси-сингл «Солнце», который состоит из 9 композиций. Альбом представлен в электронном виде на всех известных online-ресурсах, а также на материальных носителях - CD и Flash-карте в упаковке DigiPak.
В конце 2016 «Антитела» анонсируют самый масштабный за их историю тур «Солнце» 2017, в котором насчитывается около 50 концертов в течение трёх месяцев. Кроме областных центров его география охватила и прифронтовые города Украины: Северодонецк, Покровск, Краматорск, Мариуполь. Тур начался во Львове, с переполненного поклонниками залом «Южного ЕХРО», 14 февраля. За март месяц группа успела сыграть 29 концертов. Во время тура фронтмен Тарас Тополя, совместно с проектом «U-Report» от фонда ЮНИСЕФ, посещает ВУЗы Украины, где встречается со студентами и общается с ними о важных темах современности.
Украинская часть тура завершилась 22 апреля в городе Самбор. Через несколько дней «Антитела» отправляются за Атлантический океан, открывая гастрольную историю по городам Америки и Канады, а именно: Чикаго, Миннеаполис, Нью-Йорк, Даллас, Хьюстон, Сиэтл и Ванкувер, собрав везде полные залы.

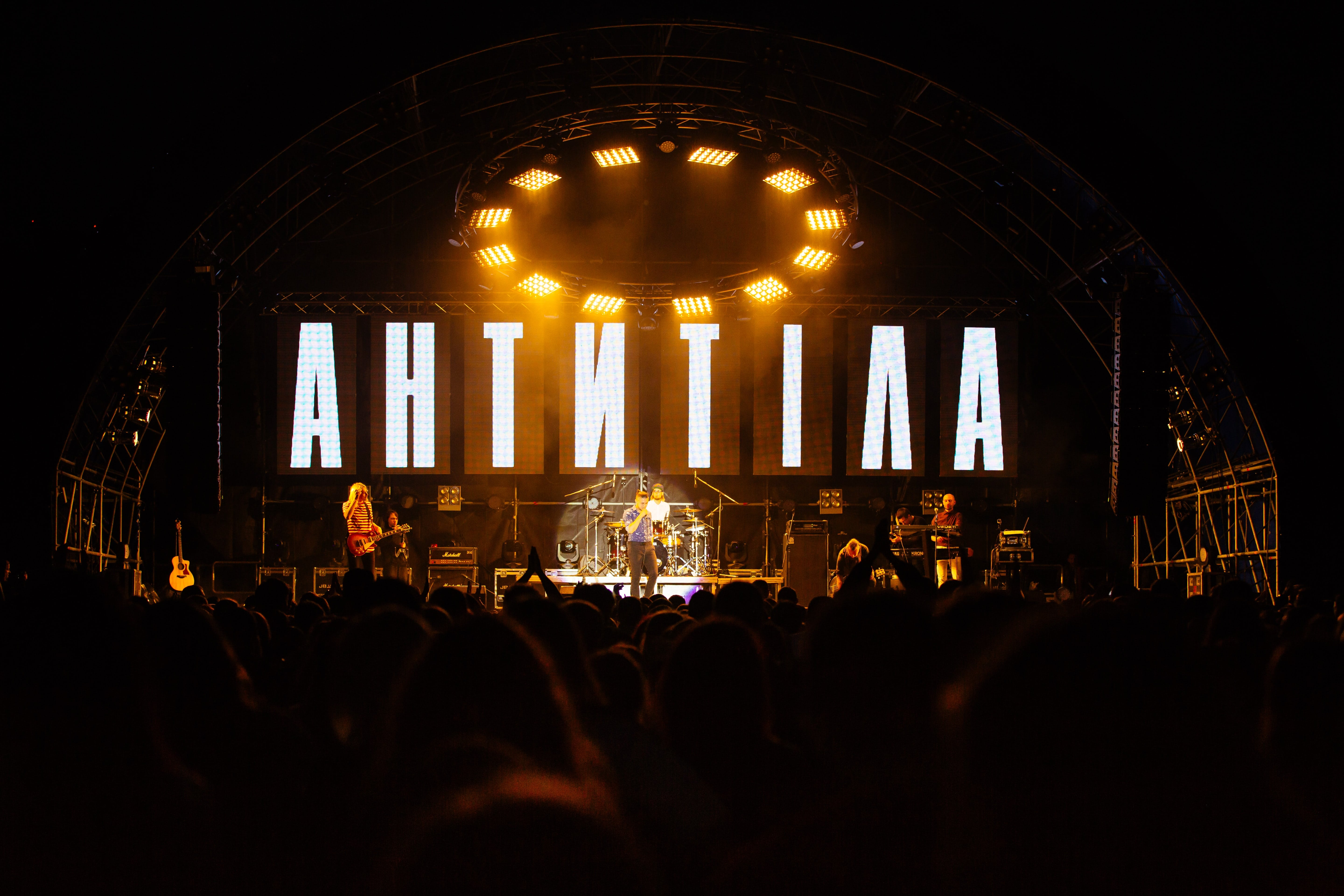
Финальный концерт тура «Солнце» в Киеве, май 2017 года

Точкой в масштабном туре «Солнце» стал финальный open-air концерт на вертолётной площадке КВЦ «Парковый» 25 мая, который собрал более 3 тыс.чел.
По завершении тура «Солнце» Антитела, совместно c режиссёрами Дмитрием Манифестом и Дмитрием Шмураком, начинают съёмки видео на песню «Фары». Клип был представлен 11 июля в онлайн-трансляции на YouTube-канале «Нового канала». Видео работа «Фары»  стала уже четвёртым треком из альбома «Солнце», на которую были отсняты клипы. В конце лета 2017 года группу покидают Денис Швец и Никита Астраханцев, их место занимают барабанщик Дмитрий Водовозов и бас-гитарист Михаил Чирко.
В обновленном составе, после осенней концертной паузы, «Антитела» презентуют первую студийную работу. Премьера песни «TDME» (аббревиатура от «Там, де ми є») и лирик-видео состоялась 30 ноября 2017 года. Премьера официальной видео работы «TDME», которая является скорее не клипом, а короткометражным фильмом, состоялась на YouTube канале группы в формате онлайн-презентации 21 декабря 2017 года.

### Hello

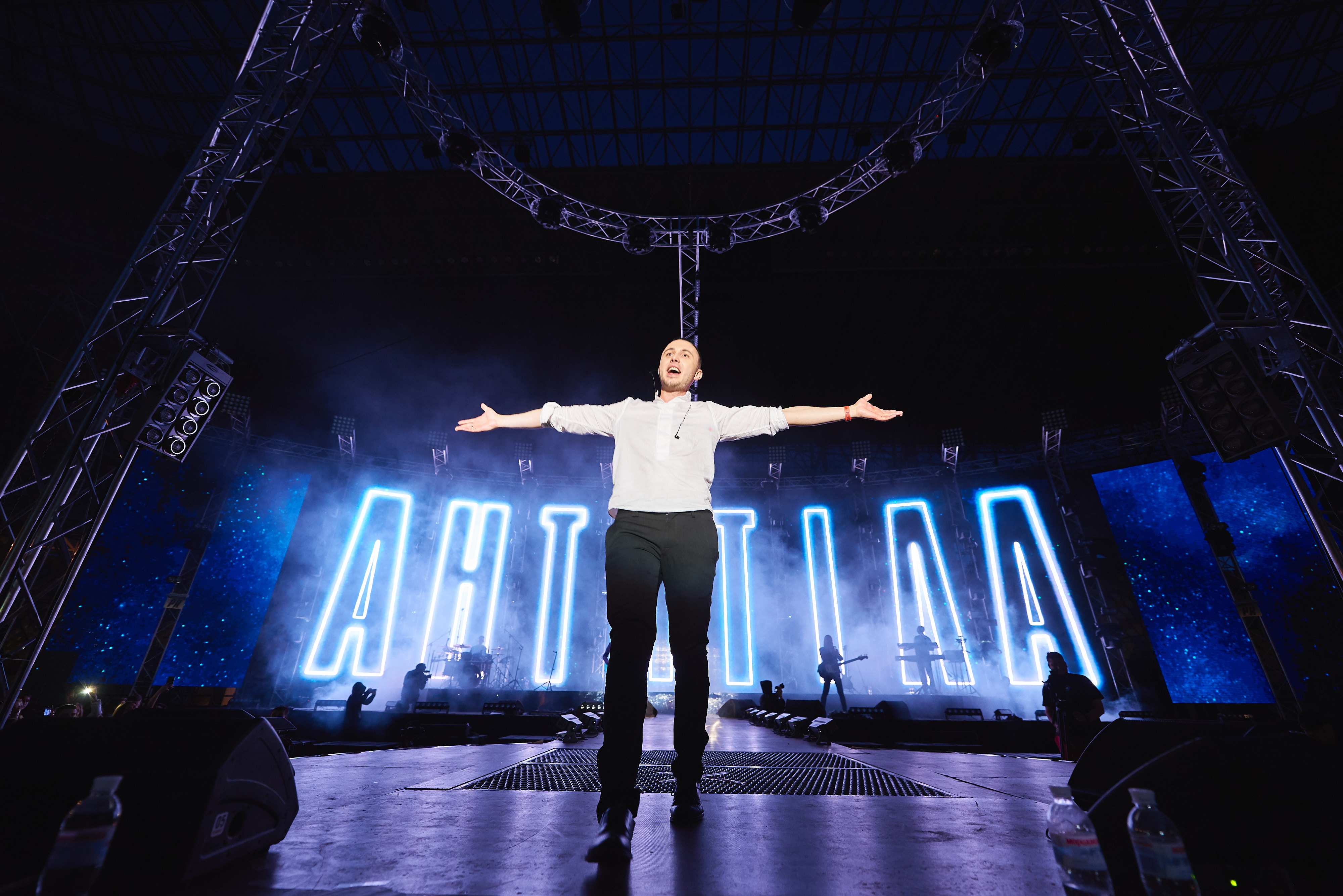
Стадионный тур Hello. Арена Львов, май 2019 года

В конце лета 2017 в группе происходят изменения, на место Дениса Швеца и Никиты Астраханцева, приходят барабанщик Дмитрий Водовозов и бас-гитарист Михаил Чирко.В обновленном составе, после осенней концертной паузы, «Антитела» презентуют первую студийную работу  «TDME» (аббревиатура от «Там, де ми є»).
1 августа группа представила музыкальное видео на вторую работу из  шестого студийного альбома «Hello» - «Лови момент». В видео снялись члены группы со своими близкими.
Пластинка "Hello", вместе с клипом к титульному треку, опубликованы в сети 12 апреля 2019.

## Состав группы
- Тарас Тополя — вокал, тексты
- Сергей Вусык — директор, клавишные, аранжировка (с 2008)
- Михаил Чирко — бас-гитара (с 2017)
- Дмитрий Жолудь — гитара (с 2016)
- Дмитрий Водовозов — ударные (с 2017)

### Бывшие участники
- Вадим Хохлов — гитара (2007)
- Виктор Богуцкий — бас (2007)
- Александр Виноградов — гитара (2007)
- Владислав Годинский — клавиши (2007)
- Алексей Скуридин — ударные (2007-2011)
- Эрланд Сиволапов — ударные (2011-2012)
- Виктор Раевский — бас (2008-2014)
- Никита Чухриенко — гитара (2008-2016)
- Денис Швец — ударные (2012-2017)
- Никита Астраханцев — бас (2014-2017)

## Дискография
- 2008 — «Будувуду»
- 2011 — «Выбирай»
- 2013 — «Над полюсами»
- 2015 — «Все красиво»
- 2016 — «Солнце»
- 2019 — «HELLO»
- 2022 — «MLNL»

## Видеография
| Год  | Клип                                           | Режиссёр                        | Альбом         |
| ---- | ---------------------------------------------- | ------------------------------- | -------------- |
| 2008 | «Маями»                                        | Андрей Рожен                    | «Будувуду»     |
| 2008 | «Будувуду» (две версии)                        | Андрей Рожен                    | «Будувуду»     |
| 2009 | «Выбирай»                                      | Андрей Рожен                    | «Выбирай»      |
| 2009 | «Розовые девы»                                 | Александр Ковтун                | «Выбирай»      |
| 2010 | «Бери своё»                                    | Александр Ковтун                | «Будувуду»     |
| 2011 | «Белая ворона»                                 | Андрей Рожен                    | «Выбирай»      |
| 2011 | «Смотри в меня»                                | Виктор Придувалов               | «Выбирай»      |
| 2012 | «А я открыл тебя» (при участии Ады Роговцевой) | Сергей Вусык / Сергей Зейналов  | «Выбирай»      |
| 2012 | «Anthem F1H2O»                                 | Сергей Вусык                    | без альбома    |
| 2012 | «И всю ночь»                                   | Дмитрий Шевчук                  | «Над полюсами» |
| 2012 | «Невидимка» (две версии)                       | Александр Ковтун                | «Выбирай»      |
| 2012 | «Полинезийская зима» (совместно с Табула Раса) | Алексей Веренчик                | «Над полюсами» |
| 2013 | «Тебя, моя невеста»                            | Алексей Веренчик                | «Над полюсами» |
| 2013 | «Едем, едем»                                   | Алексей Веренчик                | «Над полюсами» |
| 2013 | «Как ангелы»                                   | Алексей Веренчик                | «Над полюсами» |
| 2014 | «Над полюсами»                                 | Сергей Вусык / Тарас Тополя     | «Над полюсами» |
| 2015 | «Всегда моя»                                   | Кадим Тарасов                   | «Все красиво»  |
| 2015 | «Мне тебя мало»                                | Кадим Тарасов                   | «Все красиво»  |
| 2015 | «В книгах»                                     | Владимир Шурубура               | «Все красиво»  |
| 2016 | «Люди, как корабли»                            | Андрей Кириллов                 | «Солнце»       |
| 2016 | «Молоком»                                      | Александр Швец                  | «Все красиво»  |
| 2016 | «Танцуй»                                       | Дмитрий Манифест Дмитрий Шмурак | «Солнце»       |
| 2016 | «Одиночка»                                     | Виктор Придувалов               | «Солнце»       |
| 2017 | «Фары»                                         | Дмитрий Манифест Дмитрий Шмурак | «Солнце»       |
| 2017 | «TDME»                                         | Радислав Лукин                  |                |